# Jubisentidae
De Jubisentidae zijn een familie van uitgestorven insecten die behoren tot de onderorde cicaden (Auchenorrhyncha). 

## Taxonomie
De volgende taxa zijn bij de familie ingedeeld:
- Geslacht  † Furtivirete Zhang, Ren & Yao, 2019
  -  † Furtivirete zhuoi Zhang, Ren & Yao, 2019
- Geslacht  † Jubisentis Zhang, Ren & Yao, 2019
  -  † Jubisentis hui Zhang, Ren & Yao, 2019